# Камень (Гайнівський повіт)
Камень (пол. Kamień) — село в Польщі, у гміні Чижі Гайнівського повіту Підляського воєводства. Населення — 58 осіб (2011).

## Історія
Засноване до 1570 року.
У 1975—1998 роках село належало до Білостоцького воєводства.

## Демографія
Демографічна структура станом на 31 березня 2011 року:
|          | Загалом | Допрацездатний вік | Працездатний вік | Постпрацездатний вік |
| -------- | ------- | ------------------ | ---------------- | -------------------- |
| Чоловіки | 27      | 1                  | 20               | 6                    |
| Жінки    | 31      | 3                  | 11               | 17                   |
| Разом    | 58      | 4                  | 31               | 23                   |